# Iuri Il·lienko
Iuri Il·lienko (18 de juliol de 1936 – 15 de juny de 2010) va ser un director de cinema i guionista ucraïnès. Fou director dotze pel·lícules entre 1965 i 2002. La seva producció de 1970 Bilyi Ptakh z Chornoyu Oznakoyu',(Ocell blanc marcat en negre) va ser presentada al 7è Festival Internacional de Cinema de Moscou on va guanyar el Premi d'Or.
Il·lienko va ser un dels cineastes més influents d'Ucraïna. Va destacar com un membre de l'escola poètica de directors de cinema ucraïnesos juntament amb Leonid Osyka. La seva cinematografia representava la societat ucraïnesa amb uns temes que van ser prohibits a l'URSS pel seu presumpte simbolisme antisoviètic. Només en els últims anys les seves pel·lícules s'han reestrenat i la seva figura recuperada pel gran públic.

## Biografia
Il·lienko va néixer a Txerkassi el 1936, però durant la Segona Guerra Mundial ell i la seva família van ser evacuats a Sibèria mentre el seu pare estava a l'Exèrcit Roig. Es va graduar a l'escola secundària a Moscou i el 1960 l'Institut Nacional de Cinematografia Gerassimov (VGIK) el 1960. De 1960 a 1963 va treballar com a director de fotografia als Estudis de Cinema de Ialta. El 1963 Il·lienko es va convertir en operador i després director als Estudis de cinema Dovzhenko.
La seva pel·lícula de 1965 Rodnyk dlja žažduščychm, (Primavera pels assedegats) amb guió d'Ivan Drach, i la pel·lícula de 1968 Vechir Na guionitzada per Ivan Kupala van ser prohibides per les autoritats soviètiques fins al 1988. Bilyi Ptakh z Chornoyu Oznakoyu', de 1971 va rebre el gran premi del Festival de Cinema de Moscou, però al 24è Congrés del Partit Comunista d'Ucraïna la pel·lícula va ser prohibida i qualificada de "la pel·lícula més nociva que s'ha fet mai a Ucraïna, especialment perjudicial per als joves”. La seva següent pel·lícula del 1974 Naperekor vsemu (Viure malgrat tot), amb guió d'Ivan Mykolaichuk i ell mateix, es va aturar 42 vegades en diverses etapes de producció. Llavors Il·lienko va emigrar a Iugoslàvia, on va rodar Viure malgrat tot. La pel·lícula va guanyar "Plata" al Festival de Cinema de Pula i el premi al millor actor. A l'RSS d'Ucraïna no es va permetre mostrar les imatges. La seva pel·lícula de 1983 Lisova pisnia. Mavka (La llegenda de la princesa Olga) va guanyar el premi Federació Internacional de la Premsa Cinematogràfica (FIPRESCI). El 1987 Il·lienko va rebre el títol d'Artista Popular d'Ucraïna.
Iuri Il·lienko va crear l'estudi de cinema independent Fest-Zemlya, on va fer la primera pel·lícula no estatal a Ucraïna. La seva pel·lícula de 1990 Lebedinoe ozero (Swan Lake "The Zone") va tornar a guanyar el Premi FIPRESCI. El 1991 i el 1992 Il·lienko va ser president de la Fundació del Cinema d'Ucraïna. El 1991 va ser guardonat amb el Premi Nacional Xevtxenko. El seu documental de 1994 sobre Serguei Paradjànov va rebre el "Cavaller d'Or" al festival de Ciutat de Cinema. El 1996 es va convertir en membre de l'Acadèmia de les Arts d'Ucraïna.
L'últim treball de direcció d'Il·lienko va ser la pel·lícula Molytva za het'mana Mazepu (Una pregària per Hetman Mazepa), (2002), en la qual es va proposar desmentir els mites sobre la massacre de Baturin del Hetmanat cosac per Ivan Mazepa, quan 15 mil persones van ser assassinades a instàncies del príncep Aleksandr Ménxikov. El paper principal va ser interpretat per l'actor Bogdan Stupka. Va participar l'any 2003 en el programa fora de competició del Festival Internacional de Cinema de Berlín i reprimit als països de l'àrea russa.

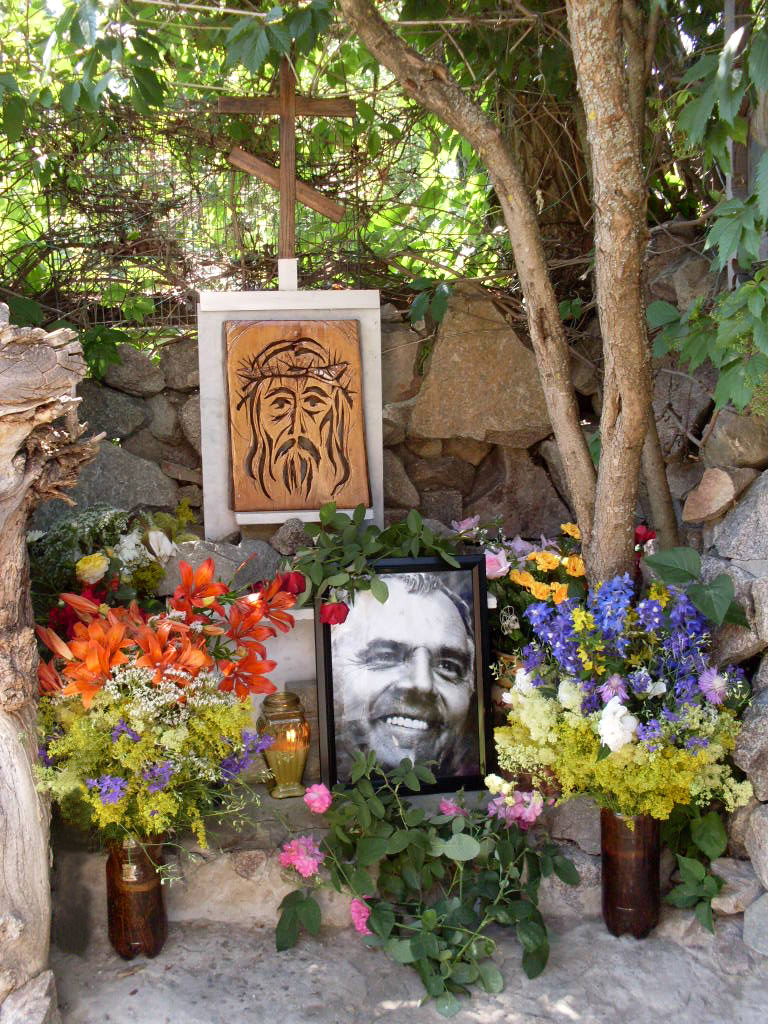
Monument commemoratiu de Iuri Il·lienko a Txerkassi

A les eleccions parlamentàries de 2007 Il·lienko es va col·locar en segon lloc a la llista electoral de la Unió Panucraïnesa " Llibertat ", però en aquelles eleccions el partit va rebre el 0,76 % dels vots emesos i no va arribar al parlament.
Il·lienko va morir el 15 de juny de 2010 als 74 anys, després d'una llarga malaltia, de càncer.

## Família
Va ser membre del Partit Comunista des de 1973, però va canviar de posició política després de la fi de l'URSS. Il·lienko estava casat amb la seva companya directora Liudmila Iefímenko i va tenir dos fills, Andrí Il·lienko nascut el 1987, i el també actor i productor de cinema Pilip Il·lienko, nascut el 1977. Durant les eleccions parlamentàries d'Ucraïna de 2012, Pilip va ser el № 122 a la llista electoral de "Llibertat" i Andrí va ser escollit com a candidat del mateix partit a la circumscripció de mandat únic № 215. Andriy va ser elegit a les eleccions ucraïneses del 2012 mentre que Pylyp no en va tenir el suport.

## Filmografia
- Tini zabutykh predkiv ,Ombres dels avantpassats oblidats (1964) dir. fotografia[16]
- Rodnyk dlja žažduščychm, Primavera pels assedegats, (1965)
- Večer nakanune Ivana Kupaly, La vigília d'Ivan Kupala, director (1968)[17]
- Belaja ptica s čërnoj otmetinoj, L'ocell blanc marcat de negre, director (1970)[18]
- Naperekor vsemu, Viure malgrat tot (1974)
- Mečtat' i žit' (1974)
- Prazdnik pečënoj kartoški (1979)
- Poloska neskošennych dikich cvetov (1979)
- Lesnaja pesnja. Mavka (1981)
- Legenda o knjagine Ol'ge (1983)
- Solomennje kolokola (1987)
- Lebedinoe ozero. Zona, El llac dels cignes "La Zona", (1990)[19]
- Molytva za het'mana Mazepu,. Una pregària per Hetman Mazepa, director, actor (2002)[20]